# Leó Weiner
Leó Weiner (Budapest, 16 d'abril del 1885 - 13 de setembre del 1960) fou un compositor i professor hongarès.

## Biografia
Weiner va rebre les primeres lliçons musicals de piano de part del seu germà i més tard fou admès a l'Acadèmia de Música Franz Liszt de Budapest, on la composició d'una sola obra, la Serenata op. 3, va fer-lo mereixedor de nombrosos premis, com el del Jubileu de Francesc Josep I, que li va permetre d'emprendre un llarg viatge d'instrucció artística per l'estranger, durant el qual va aturar-se especialment a Viena, Berlín, Leipzig i París.
El 1908, Weiner és nomenat professor de teoria musical al Conservatori de Budapest; el 1912, professor de composició, i el 1920, professor de música de cambra. Entre els seus alumnes més eminents, cal destacar László Somogyi, Georg Solti, Antal Doráti, Ferenc Fricsay i György Kurtág.
Va elevar el nivell de la interpretació de la música de conjunt, principalment arran de la creació, el 1928, d'una orquestra amb els alumnes més avançats del Conservatori.
Com a compositor, Weiner va estar profundament marcat per Beethoven i Mendelssohn. El seu sentit del colorit orquestral s'assembla al de compositors francesos com Bizet, poc sensibles a la influència de Wagner. El seu estil romàntic, bastant conservador en comparació amb el dels seus contemporanis, va privilegiar el sistema tonal i fou influït per la música tradicional hongaresa. Però, al contrari de Bartók i Kodály, no va dur a terme cap intent de recollir i publicar cants populars del seu país.

## Obres principals
- Un poema simfònic
- Cinc divertiments per a orquestra
- Tres quartets de corda
- Dues sonates per a violí
- Música de cambra i nombroses peces per a piano
- Concert per a piano i orquestra